# Штаденские анналы
Штаденские анналы (лат. Annales Stadenses) — написанное в XIII в. на латинском языке историческое сочинение аббата бенедиктинского монастыря св. Марии в Штаде Альберта. Охватывают период от Р.Х. до 1256 г. Альберт широко использовал хронику Беды Достопочтенного и Фрутольфа с продолжением Эккехарда из Ауры (до 1105 г.). Заимствовал многочисленные сведения из самых разнообразных источников, в том числе из хроник Адама Бременского и Гельмольда. Анналы содержат важные сведения по истории Священной Римской империи и соседних стран в XII—XIII вв.
Единственная рукопись «Штаденских анналов» (Helmst. 466), датированная XIV веком, хранится в собрании Библиотеки герцога Августа в Вольфенбюттеле (Нижняя Саксония).

## Издания
- Annales Stadenses auctore M. Alberto / I. M. Lappenberg // MGH, SS, XVI, 1859, p. 271—379[3].

- Альберт Штаденский. Штаденские анналы / пер. М. Б. Свердлова // Латиноязычные источники по истории Древней Руси. Германия. Середина XII- середина XIII в. — М. Институт истории АН СССР, 1990.

- Альберт Штаденский. Анналы / Перевод с лат. и комм. И.В. Дьяконова, ред. И.А.Настенко. — М.: Русская панорама; СПСЛ, 2020.

## Переводы на русский язык
- Штаденские анналы Архивная копия от 23 июля 2011 на Wayback Machine фрагменты анналов в переводе М. Б. Свердлова на сайте Восточная литература